# 앙히 페르난데스
앙히 페르난데스(Angy Fernández, 본명: 앙헬라 마리아 페르난데스 곤살레스(Ángela María Fernández González), 1990년 9월 5일 ~ )는 스페인의 배우이다.